# Antarcturus zenkevitchi
Antarcturus zenkevitchi är en kräftdjursart som beskrevs av Oleg Grigor'evich Kussakin 1971. Antarcturus zenkevitchi ingår i släktet Antarcturus och familjen Antarcturidae. Inga underarter finns listade i Catalogue of Life.